# 1082

## Esdeveniments
Països Catalans
- Almenar, regne taifa de Lleida: Batalla d'Almenar.
- Els almoràvits prenen Alger.
- la Castanya (Osona): es consagra l'església.

Món
- Rochester, Kent (regne d'Anglaterra) - es completa la construcció de la Catedral de Rochester.

## Naixements
Països Catalans
- 11 de novembre - Rodés (Avairon) (Occitània): Ramon Berenguer III, el Gran, comte de Barcelona i Girona, d'Osona, de Besalú, de Provença i de Cerdanya (m. 1131).

## Necrològiques
Països Catalans
- 5 de desembre - la Perxa de l'Astor, Gualba (el Vallès Oriental): Ramon Berenguer II, el Cap d'Estopes comte de Barcelona, fet assassinar probablement per son germà, Berenguer Ramon II, el Fratricida.